# Pablo de Torres
Pablo Martín de Torres (San Fernando, 14 de abril de 1984) es un deportista argentino que compitió en piragüismo en la modalidad de aguas tranquilas. Ganó cinco medallas en los Juegos Panamericanos entre los años 2007 y 2015.

## Palmarés internacional
| Juegos Panamericanos | Juegos Panamericanos    | Juegos Panamericanos | Juegos Panamericanos |
| Año                  | Lugar                   | Medalla              | Competición          |
| -------------------- | ----------------------- | -------------------- | -------------------- |
| 2007                 | Río de Janeiro (Brasil) | Medalla de plata     | K2 1000 m            |
| 2007                 | Río de Janeiro (Brasil) | Medalla de bronce    | K2 500 m             |
| 2011                 | Guadalajara (México)    | Medalla de bronce    | K2 1000 m            |
| 2015                 | Toronto (Canadá)        | Medalla de plata     | K2 1000 m            |
| 2015                 | Toronto (Canadá)        | Medalla de bronce    | K4 1000 m            |